# La figlia di Jorio (Toni)
La figlia di Jorio è una composizione di Alceo Toni del 1938 utilizzata come musiche di scena per accompagnare il testo teatrale dell'omonima tragedia di Gabriele D'Annunzio.

## Storia
Prima rappresentazione al 4º Maggio Musicale Fiorentino nel Teatro Comunale Vittorio Em. II di Firenze, 3 giugno 1938. 
Le musiche accompagnano il testo teatrale. Da segnalare, alla prima assoluta, la presenza di una giovane Ave Ninchi nel ruolo di Splendore, e la regia di Giovacchino Forzano.